# Jeff Nathanson
Jeff Nathanson es un guionista, productor y director de cine estadounidense. 
Es principalmente reconocido por su trabajo en la serie de películas Rush Hour, Atrápame si puedes, La terminal, y The Last Shot, y también ha coescrito el argumento de la película Indiana Jones y el reino de la calavera de cristal junto a George Lucas. El guion de la película estuvo a cargo de David Koepp; fue estrenada el 22 de mayo de 2008.
Actualmente, está trabajando en una película de Milli Vanilli para Universal Pictures y en un guion basado en la vida de Michael Panzarella, el corredor de bolsa más joven de la historia de Wall Street. También trabaja en una adaptación de The 39 Clues. Recientemente, se le conoce por haber escrito el guion de la película Mufasa: El rey león.